# Komutační síť
Komutační síť je síť s přepojováním okruhů. Jedná se o starší technologii, která se využívá již od počátků telegrafie a telefonie a od pozdějších let i v architektuře ISDN (Integrated Services Digital Network). Jejím hlavním úkolem je zajistit spojení mezi zdrojovým a cílovým uzlem a tato nově vzniklá cesta je jim k dispozici po celou dobu, dokud spojení neukončí.
Komutační sítě lze používat i pro přenos dat. V komutační síti se datový okruh mezi dvěma komunikujícími koncovými zařízeními přenosu dat (KZ) skládá ze dvou přípojných okruhů (každý zajišťují připojení jednoho KZ k místní ústředně) a žádného, jednoho nebo více spojovacích okruhů. Tyto okruhy se dočasně propojují v přepojovacích zařízeních ústředen nebo koncentrátorů. Vytvořený řetězec tvoří datový okruh mezi dvěma uvažovanými KZ.

## Přípojný okruh
Přípojný okruh je část infrastruktury, která zajišťuje připojení účastníka do sítě. Může být realizován účastnickým vedením nebo rádiovou přístupovou sítí.

## Spojovací okruh
Spojovací okruh je část infrastruktury, která zajišťuje vnitřní propojení sítě (mezi ústřednami).

## Výhody a nevýhody
Hlavní nevýhodou je menší limitovaná rychlost. Dále že komunikace probíhá pouze mezi koncovými zařízeními a tím spadá záležitost s bezpečností na uživatele, nikoliv na síť. Výhodou jsou poměrně nízké pořizovací a provozní náklady.